# Акторно-сетевая теория
Акторно-сетевая теория (англ. Actor-network theory, ANT) известна также как «социология перевода» (sociology of translation) — подход в социальных исследованиях, первоначально возникший в области исследований науки и технологий (STS), который рассматривает объекты (артефакты, технические комплексы, животных и др.) как действующие единицы социальных отношений.
Этот подход является одним из самых известных и спорных в социальной теории. Его сторонники требуют рассматривать не-людей (nonhumans) в качестве действующих агентов в социальных системах и отношениях. Созданный Мишелем Каллоном, Бруно Латуром и Джоном Ло, подход может быть более точно описан как «материально-семиотический». Это означает, что он одинаковым образом описывает отношения, которые являются как материальными (между вещами), так и семиотическими (между понятиями).
Акторно-сетевая теория представляет собой концептуальную основу для изучения коллективных социотехнических процессов. Её сторонники предполагают, что функционирование науки принципиально не отличается от функционирования других социальных явлений. Производство научных знаний они не объясняют ни через природу (научный реализм), ни через культуру (социальный конструктивизм). Вместо этого они считают, что наука представляет собой процесс гетерогенной инженерии, в котором социальные, технические, концептуальные и текстуальные компоненты соединены вместе и трансформированы (или переведены). Как и другие антиэссенциалистские подходы, акторно-сетевая теория не делает различий между науками (знаниями) и технологиями (артефактами). Точно так же, её сторонники не соглашаются с противопоставлением общества и природы, истины и лжи, процессов и структур, текста и контекста, человеческого и нечеловеческого, знания и власти. Всё, что принято называть природой, обществом, субъективностью, структурой, фактом и вымыслом — всё это производится в результате совместной активности людей и не-людей (nonhumans). Наука, таким образом, предстаёт как сеть гетерогенных элементов, соединённых набором разнообразных практик.